# 药水哥
药水哥（1994年12月24日—），中华人民共和国网络主播、说唱歌手，因在直播间与一名粉丝对骂“宁配吗”长达7小时而走红。

## 生平
2015年，在经历了辍学和多次失业后，药水哥开始在熊猫直播开设直播间，内容主要为游戏英雄联盟。药水哥当时最喜欢的游戏英雄是“卡牌”，为了增加对抗时间，他在游戏的每一场对抗前都会给“卡牌”准备至少5瓶红药水，因此得名“药水哥”。
2017年10月3日，药水哥在直播中与一名粉丝连线对骂，约定一人说一句“宁（您）配吗”，对战一直从晚上8点持续到凌晨3点，共7个小时，最终以粉丝体力不支切断连线而结束。当日，此事件登上微博热搜，“宁配吗”也成为网络流行语。当时的录屏被上传到bilibili，截至2020年8月，多个相关视频的观看量达到10万以上。
2020年，药水哥受邀参加爱奇艺举办的《中国新说唱》，并与网易云音乐合作推出了《药水歌》《宁配吗》等歌曲。上线一周后，《药水歌》及其live版在网易云音乐飙升榜拿下前两名，播放量近3000万，而《宁配吗》排名第三。之后又与QQ音乐合作推出了改编歌曲《陷阱》，登上QQ音乐飙升榜第二位。9月13日，药水哥放弃了《中国新说唱》的复活机会而退出比赛。
2021年5月9日，药水哥要参加虎牙第四季功夫嘉年华，于是在微博和抖音向网友征集自己的对手，有网友在下边“@李连杰”，想看药水哥挑战李连杰。5月10日，药水哥微博发文称：“大家想看我打李连杰老师，他可是功夫巨星啊，我药水哥觉得不配。但是，没有什么是我药水哥不敢做的，这一刻我选择当英雄。您接受我的挑战吗？”，向李连杰发起了挑战。但有网友在评论区称26岁的药水哥打58岁的李连杰是欺负老年人，并表示药水哥可能不知道李连杰的徒弟是谁。药水哥则在评论区回应称：“管他是谁，看我能不能一拳把他干碎就完了”。5月11日晚，药水哥在直播中看到李连杰徒弟向佐在微博发文称：“听说你能一拳把我干碎？”，药水哥马上回复说这只是开玩笑，并表示他是郭碧婷的粉丝。向佐的妈妈陈岚也发文表示“药水哥是谁？想干掉我儿子？不可能吧？”。5月12日，向佐表示"成年人要为自己说过的话负责，有空一起切磋"。 5月15日，药水哥在向佐手下支撑三回合，输掉比赛。